# یواس‌اس شاکاماکسون (ای‌ان-۸۸)
یواس‌اس شاکاماکسون (ای‌ان-۸۸) (به انگلیسی: USS Shakamaxon (AN-88)) یک کشتی بود که طول آن 168' 6" بود. این کشتی در سال ۱۹۴۴ ساخته شد.